# Kili (Zypern)
Kili, auch Koili, (griechisch Κοίλη) ist eine Gemeinde im Bezirk Paphos in der Republik Zypern. Bei der Volkszählung im Jahr 2021 hatte sie 559 Einwohner.

## Name
Der Ortsname hängt mit der Morphologie der Umgebung zusammen, da es dort viele Hohlräume gibt. Das Wort Koili bedeutet auf Griechisch „hohl“. Seine Ursprünge sind altgriechisch, da der Name Koili auch in anderen antiken griechischen Gebieten verwendet (wie beispielsweise das Koili Viertel des antiken Athens).

## Lage und Umgebung

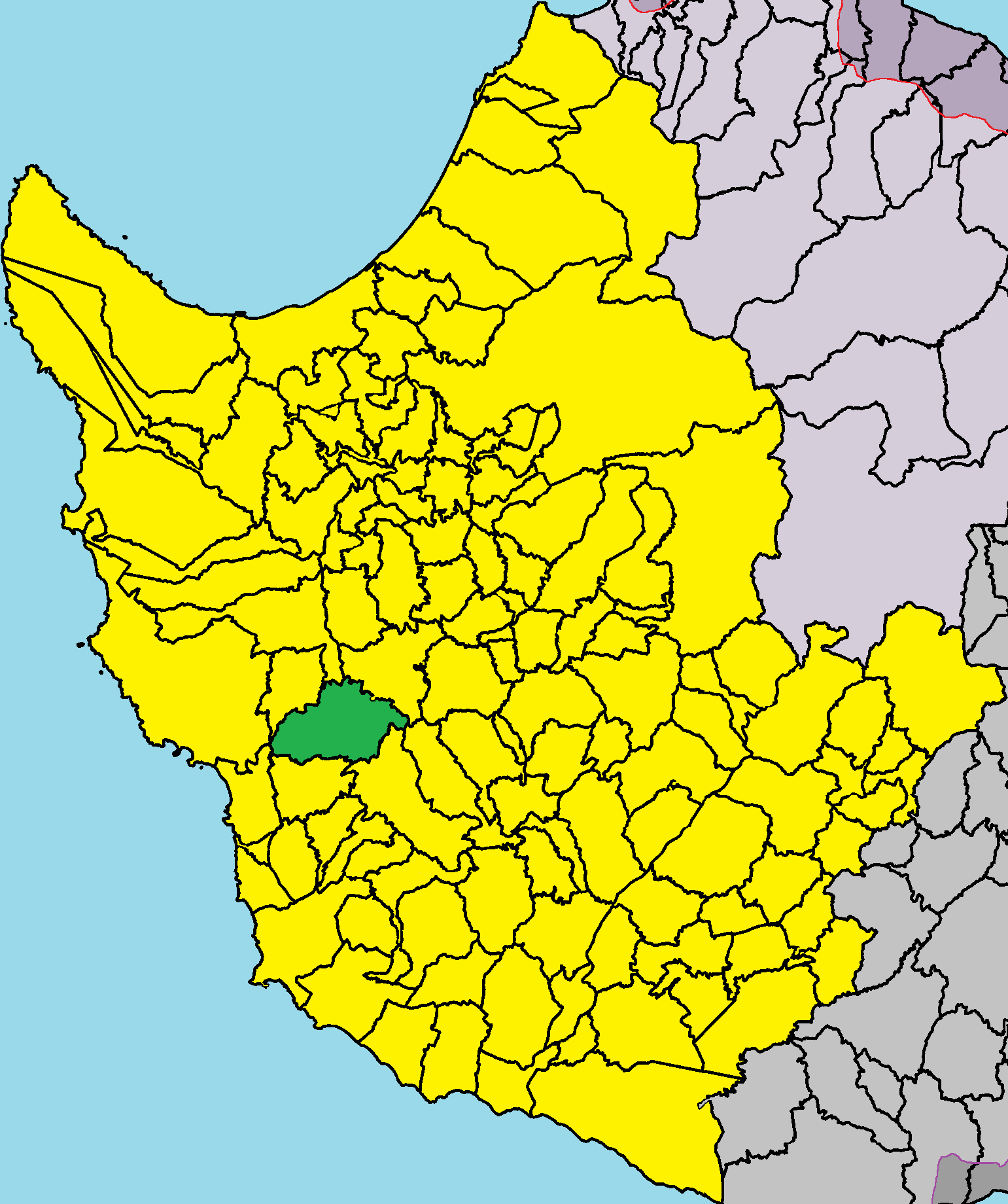
Lage im Bezirk Paphos

Kili liegt im Westen der Mittelmeerinsel Zypern auf einer Höhe von etwa 560 Metern, etwa 14 Kilometer nördlich von Paphos, 76 Kilometer nordwestlich von Limassol und 159 Kilometer südwestlich von Nikosia. Es befindet sich in einer durch den Fluss Mavrokolympos geteilten Landschaft. Das 16,3298 Quadratkilometer große Dorf grenzt im Nordwesten an Akoursos, im Norden an Kathikas, im Nordosten an Stroumbi, im Osten an Kallepia, im Südosten an Tsada, im Süden an Tala und im Südwesten an Kissonerga und Pegia. Das Dorf kann über die Straßen E707 und F716 erreicht werden.
In der Umgebung befinden sich Weinberge mit blühenden Trauben der Weinsorten. Daneben werden auch Zitrusfrüchte, Getreide, Gemüse, Mandeln und Johannisbrote angebaut.

## Geschichte
Die Gemeinde existiert seit dem Mittelalter und war eine der damaligen Fehden.

### Bevölkerungsentwicklung
Die folgende Tabelle zeigt die Bevölkerung des Dorfes, wie sie in den in Zypern durchgeführten Volkszählungen erfasst wurde.
| Jahr      | 1881 | 1891 | 1901 | 1911 | 1921 | 1931 | 1946 | 1960 | 1976 | 1982 | 1992 | 2001 | 2011 | 2021 |
| Einwohner | 296  | 377  | 374  | 384  | 374  | 408  | 465  | 447  | 407  | 351  | 277  | 333  | 466  | 559  |